# LOCC
LOCC, ou operações locais e comunicação clássica, é um método na teoria da informação quântica em que uma operação local (produto) é executada em parte do sistema e onde o resultado dessa operação é "comunicado" classicamente a outra parte, onde normalmente outro operação local  é realizada condicionada às informações recebidas.

## Propriedades matemáticas
A definição formal do conjunto de operações LOCC é complicada devido ao fato de que as operações locais posteriores dependem, em geral, de toda a comunicação clássica anterior e devido ao número ilimitado de rodadas de comunicação. Para qualquer número finito {\displaystyle r\geq 1} pode-se definir {\displaystyle LOCC_{r}},o conjunto de operações LOCC que pode ser alcançado com {\displaystyle r} rodadas de comunicação clássica. O conjunto fica estritamente maior sempre que {\displaystyle r} é aumentado e é preciso tomar cuidado para definir o limite de infinitas rodadas. Em particular, o LOCC definido não é topologicamente fechado, ou seja, existem operações quânticas que podem ser aproximadas arbitrariamente pelo LOCC, mas que não são elas próprias LOCC.
Um LOCC único {\displaystyle LOCC_{1}}é um instrumento quântico {\displaystyle \left\{{\mathcal {E}}_{x}\right\}},para os quais os mapas completamente positivos de rastreamento sem aumento (CPMs) {\displaystyle {\mathcal {E}}_{x}} são locais para todos os resultados de medição {\displaystyle x}, i.e., {\displaystyle {\mathcal {E}}_{x}=\bigotimes _{j}({\cal {E}}_{x}^{j})} e existe um local {\displaystyle j=K} de tal forma que apenas em {\displaystyle K} o mapa {\displaystyle {\mathcal {E}}_{x}^{K}} {\displaystyle {\mathcal {E}}_{x}=\bigotimes _{j\not =K}({\cal {T_{j}^{x}}})\otimes {\cal {E}}_{K}} não é uma preservação de rastreamento. Isso significa que o instrumento pode ser efetuado pela parte no local {\displaystyle K} aplicando o instrumento (local) {\displaystyle \left\{{\mathcal {E}}_{x}^{K}\right\}} e comunicando o resultado clássico {\displaystyle x} a todas as outras partes, cada qual executada (condicionada à {\displaystyle x})  operações quânticas locais de preservação de traços (determinísticas) {\displaystyle {\cal {T}}_{x}^{j}}.
Então {\displaystyle LOCC_{r}} são definidas recursivamente como aquelas operações que podem ser realizadas seguindo uma operação {\displaystyle LOCC_{r-1}} com uma operação {\displaystyle LOCC_{1}}. Aqui é permitido que a parte que realiza as operações de acompanhamento dependa do resultado das rodadas anteriores. Além disso, também permitimos "granulação grossa", isto é, descartamos algumas das informações clássicas codificadas nos resultados da medição (de todas as rodadas). Além disso, também permitimos "granulação grossa", isto é, descartamos algumas das informações clássicas codificadas nos resultados da medição (de todas as rodadas).
A união de todas as operações {\displaystyle LOCC_{r}} é denotada por {\displaystyle LOCC_{\mathbb {N} }} e contém instrumentos que podem ser aproximados cada vez melhor com mais rodadas LOCC. O fechamento topológico {\displaystyle {\overline {LOCC_{\mathbb {N} }}}} contém todas essas operações.
Pode ser mostrado que todos esses conjuntos são diferentes:
{\displaystyle LOCC_{r}\subset LOCC_{r+1}\subset LOCC_{\mathbb {N} }\subset {\overline {LOCC_{\mathbb {N} }}}}
O conjunto de todas as operações LOCC está contido no conjunto {\displaystyle SEP} de todas as operações separáveis. {\displaystyle SEP} contém todas as operações que podem ser gravadas usando operadores Kraus que possuem toda a forma do produto, ou seja,
{\displaystyle {\cal {E}}(\rho )=\sum _{l}K_{1}^{l}\otimes K_{2}^{l}\dots \otimes K_{N}\rho (K_{1}^{l}\otimes K_{2}^{l}\dots \otimes K_{N})^{\dagger },}
com {\displaystyle \sum _{l}K_{1}^{l}\otimes K_{2}^{l}\dots \otimes K_{N}(K_{1}^{l}\otimes K_{2}^{l}\dots \otimes K_{N})^{\dagger }=1}. Nem todas as operações em {\displaystyle SEP} são LOCC,
{\displaystyle {\overline {LOCC_{\mathbb {N} }}}\subset SEP,}
ou seja, há exemplos que não podem ser implementados localmente, mesmo com  rodadas infinitas de comunicação..
LOCC são as "operações livres" nas teorias de emaranhamento de recursos: o emaranhamento não pode ser produzido a partir de estados separáveis com o LOCC e se as partes locais, além de poderem executar todas as operações do LOCC, também forem fornecidas com alguns estados emaranhados, elas poderão obter mais operações do que apenas com LOCC.

## Exemplos
As operações LOCC são úteis para a preparação do estado, discriminação do estado e transformações de emaranhamento.

### Discriminação de Estado
Dados dois estados quânticos {\displaystyle \psi } em um bi ou multipartido espaço de Hilbert {\displaystyle {\cal {H}}={\cal {H}}_{A}\otimes {\cal {H}}_{B}\otimes \dots {\cal {H}}_{Z}\otimes }, a tarefa é determinar qual dos dois (ou mais) estados possíveis {\displaystyle \psi _{1},\psi _{2}} eles estão. Como um exemplo simples, considere os dois estados de Bell
{\displaystyle |\psi _{1}\rangle ={\frac {1}{\sqrt {2}}}\left(|0\rangle _{A}\otimes |0\rangle _{B}+|1\rangle _{A}\otimes |1\rangle _{B}\right)}
{\displaystyle |\psi _{2}\rangle ={\frac {1}{\sqrt {2}}}\left(|0\rangle _{A}\otimes |1\rangle _{B}+|1\rangle _{A}\otimes |0\rangle _{B}\right)}
Digamos que o sistema de dois qubit seja separado, onde o primeiro qubit é dado a Alice e o segundo a Bob. Sem comunicação, Alice e Bob não podem distinguir os dois estados, pois para todas as medições locais todas as estatísticas de medição são exatamente as mesmas (ambos os estados têm a mesma matriz de densidade reduzida). Por exemplo, suponha que Alice mede o primeiro qubit e obtenha o resultado 0.  Como esse resultado é igualmente provável de ocorrer (com probabilidade de 50%) em cada um dos dois casos, ela não obtém nenhuma informação sobre o par de Bell que recebeu e o mesmo vale para Bob se ele realizar alguma medição. Mas agora deixe Alice enviar seu resultado para Bob por um canal clássico. Agora, Bob pode comparar seu resultado com o dela e, se forem iguais, pode concluir que o par dado foi {\displaystyle |\psi _{1}\rangle }, pois somente isso permite um resultado de medição conjunto {\displaystyle |0\rangle _{A}\otimes |0\rangle _{B}}. Assim, com LOCC e duas medições, esses dois estados podem ser distinguidos perfeitamente. Observe que, com medições globais (não locais ou emaranhadas), uma única medida (no espaço de Hilbert de ligação) é suficiente para distinguir esses dois estados (ortogonais mutuamente). No entanto, existem estados quânticos que não podem ser distinguidos com operações LOCC.

### Transformações de emaranhamento
Embora o LOCC não possa gerar estados emaranhados a partir dos estados do produto, eles podem ser usados para transformar estados emaranhados em outros estados emaranhados. A restrição ao LOCC limita severamente quais transformações são possíveis.